# マルコン・シャンドル
マルコン・シャンドル（英語: Markon Sandor、1948年11月16日 -  ) は、ハンガリー出身の研究者・教育者であり、日本に住んでいる。現在神戸情報大学院大学の教授である。

## 出版物
- 『Control of Traffic Systems in Buildings』. Springer. ISBN 978-1849966047